# Paul Pilgrim
Paul Henry Pilgrim (New York, 26 ottobre 1883 – White Plains, 7 gennaio 1958) è stato un velocista e mezzofondista statunitense, vincitore di una medaglia d'oro ai Giochi olimpici di Saint Louis 1904, e due volte medaglia d'oro ai Giochi olimpici intermedi di Atene 1906.

## Biografia
Pilgrim prese parte ai Giochi olimpici di Saint Louis 1904, dove gareggiò nei 400 metri piani e negli 800 metri piani senza successo. Nella stessa Olimpiade vinse la medaglia d'oro nella corsa campestre a squadre di 4 miglia.
Pilgrim disputò anche i Giochi olimpici intermedi di Atene 1906, gareggiando nei 400 metri e negli 800 metri. In entrambe le gare vinse la medaglia d'oro.
A Londra 1908, Pilgrim gareggiò nei 400 metri, ma fu eliminato in batteria. Dopo queste Olimpiadi, lavorò per la sua squadra, il New York Athletic Club, fino al 1953, anno della sua morte.

## Palmarès
| Anno | Manifestazione            | Sede        | Evento          | Risultato | Prestazione | Note |
| ---- | ------------------------- | ----------- | --------------- | --------- | ----------- | ---- |
| 1904 | Giochi olimpici           | Saint Louis | 400 m piani     | Finale    | n/d         |      |
| 1904 | Giochi olimpici           | Saint Louis | 800 m piani     | Finale    | n/d         |      |
| 1904 | Giochi olimpici           | Saint Louis | Corsa a squadre | Oro       | 27 p.       |      |
| 1906 | Giochi olimpici intermedi | Atene       | 400 m piani     | Oro       | 53"2        |      |
| 1906 | Giochi olimpici intermedi | Atene       | 800 m piani     | Oro       | 2'01"5      |      |
| 1908 | Giochi olimpici           | Londra      | 400 m piani     | Batteria  | 51"4        |      |